# 眼幼虫移行症
眼幼虫移行症(英: ocular larva migrans)とは犬回虫が眼に侵入した時に発生する幼虫移行症の形態の1つ。眼幼虫移行症は内臓幼虫移行症と関係がある。眼幼虫移行症の症状として片側性の視力障害、斜視、眼痛が最も多く現れる。

## 検査所見
好酸性の肉芽腫性の集塊が網膜後極部に最も多く認められる。肉芽腫性の集塊は幼虫の蔓延を防ぐために封入された幼虫の周囲で発展する。

## 鑑別診断
眼幼虫移行症は外観的に網膜芽細胞腫に似た症状を示し、誤診した場合、不必要な摘出を行ってしまうことがある。

## 合併症
眼幼虫移行症では炎症性疾患を続発することがある。
- 眼内炎(en:endophthalmitis)
- ブドウ膜炎
- 脈絡網膜炎(en:chorioretinitis)

## 疫学
内臓幼虫移行症と比較して、眼幼虫移行症は一般に異食症の履歴のない若年齢のヒトに発生する。眼幼虫移行症患者は好酸球増多症や内臓症状はほとんど示さない。